# خوسيه دومينغو لوبيز روتشا
خوسيه دومينغو لوبيز روتشا هو سياسي أنغولي، ولد في 12 يوليو 1948.